# Коржова (Уманський район)
Ко́ржова (колишня назва Коржов) — село в Україні, в Уманському районі Черкаської області. У селі мешкає 440 людей. Входить до складу Бабанської селищної громади.

## Історія
В книзі 1895 року, автором якої є В.Б.Антонович, яка має назву "Археологічна мапа Київської губернії"  зазначено, що в Коржовій є 3 кургани.
В книзі Похилевича 1864 року "Сказання про населені місцевості Київської губернії" вказано, що Коржов село при впаданні річки Уманки та Бабанки в річку Ятрань, в 15 верстах від м. Умань. Загалом мешканців 665; землі 1485 десятин. До 1825 року село належало Уманському маєтку, а в цьому році Олександр Потоцький продав Коржов Михайлу Рафаловичу, після смерті якого в 1839 році маєток дістався дочці його Фавстині Підгірськійз 1846 року сину його відставному поручику Володимиру Феліксовичу Підгірському. Місцезнаходження села і околиць — гористе. Церква дерев'яна во ім'я Різдва пресвятої Богородиці, збудована в 1755 році поміщиком Францом-Селезієм Потоцьким. 1839 року відновлена зусиллями та утриманням Уманського купця Стефана Вавилова, який забезпечив її багатими сосудами. Вавилов вважався також і Єлецьким купцем, утримував тут в оренді декілька років мельницю на р. Ятрань. По штатах церква 6 класу; землі має 64 десятин. До її приходу раніше причислялись села Заячківка та Коржовий Кут. Перше село, яке належало воєнним поселенням, відчислене в 1839 році до Сушківки, а в останньому, в минулому столітті мало самостійний прихід. Нині причисляється лише село Рафалівка, яка також зветься Аннополем, Адріановкою і Коржовим хутором. Вона населена (Рафаловка) в 1826 році переведеними з Коржова мешканцями. Лежить в 5 верстах від церкви, на південь від Коржова, під лісом.

## Пам'ятки
Долина Миколи Чудотворця: Неподалік села розташоване цілюще джерело, а також шанований людьми камінь зі слідом святого Миколая, над яким споруджено капличку. За селом Коржова Слобода між селами Коржова та Коржовий Кут.

## Постаті
Уродженцем села є актор зламу 19-20 сторіч Варвалюк Семен Тимофійович (1861—1932).